# Diocesi di Damiata
La diocesi di Damiata (in latino Dioecesis Tamiathitana seu Damiatensis) è una sede soppressa e sede titolare della Chiesa cattolica.

## Storia
Damiata, corrispondente alla città di Dumyāt nel delta del Nilo, è un'antica sede episcopale della provincia romana dell'Augustamnica Prima nella diocesi civile d'Egitto. Faceva parte del patriarcato di Alessandria ed era suffraganea dell'arcidiocesi di Pelusio.
Sono cinque i vescovi noti di fede calcedonese di quest'antica diocesi egiziana, che fu eretta probabilmente all'epoca dell'arcivescovo Teofilo (385-412). Eraclio prese parte al concilio di Efeso del 431, sostenitore del proprio patriarca Cirillo di Alessandria. Nel 459 Elpidio sottoscrisse il decreto sinodale di Gennadio I di Costantinopoli contro i simoniaci. Basso partecipò al concilio di Costantinopoli del 553.
A queste tre vescovi, vissuti in epoca bizantina, Le Quien aggiunge altri due vescovi, vissuti in epoca araba. Il nome di Zaccaria appare nella lettera che il patriarca Michele II di Alessandria inviò a Costantinopoli e che fu letta durante il concilio di Costantinopoli dell'879-880 che riabilitò il patriarca Fozio di Costantinopoli. Nella prima metà dell'XI secolo è noto il vescovo calcedonese Efrem, che, di fronte ad una persecuzione all'epoca del patriarca copto Zaccaria (1004-1032), fuggì in esilio in Siria.
Durante l'epoca delle crociate, Damietta fu sede di un avamposto militare occidentale, dove fu istituita una diocesi di rito latino. Esiste la carta di istituzione della cattedrale di questa diocesi, datata a novembre 1249, in seguito alla trasformazione della moschea cittadina in chiesa, dedicata alla Vergine Maria. Questo documento prevedeva anche l'istituzione di una diocesi, il cui territorio tuttavia era in gran parte ancora in mano ai musulmani, poiché, a quella data, i crociati avevano occupato solo la città. Questa sede, che aveva carattere arcivescovile, fu di effimera fondazione, poiché già nel 1250 la città fu riconquistata dai musulmani, che la distrussero. L'unico arcivescovo noto, Gilles, fu trasferito, nel 1254 circa, alla sede di Tiro.
Dal XVII secolo Damiata è annoverata tra le sedi vescovili titolari della Chiesa cattolica. Prima del 1937 era una sede arcivescovile titolare. La sede è vacante dal 31 marzo 1966.

## Cronotassi

### Vescovi di fede calcedonese
- Eraclio † (menzionato nel 431)
- Elpidio † (menzionato nel 458)
- Basso † (menzionato nel 553)
- Zaccaria † (menzionato nell'879/880)
- Efrem † (prima metà dell'XI secolo)

### Vescovi latini
- Egidio † (menzionato nel 1249)

### Arcivescovi e vescovi titolari
- Bernardino Spada † (4 dicembre 1623 - 9 agosto 1627 installato cardinale presbitero dei Santo Stefano al Monte Celio)
- Cesare Facchinetti † (5 settembre 1639 - 31 agosto 1643 installato cardinale presbitero dei Santi Quattro Coronati)
- Neri Corsini † (12 agosto 1652 - 15 marzo 1666 installato cardinale presbitero dei Santi Nereo e Achilleo)
- Angelo Maria Ranuzzi † (30 aprile 1668 - 18 aprile 1678 nominato arcivescovo, titolo personale, di Fano)
- Ercole Visconti † (18 luglio 1678 - 21 novembre 1712 deceduto)
- Marco Antonio Ansidei † (12 giugno 1724 - 16 dicembre 1726 nominato arcivescovo, titolo personale, di Perugia)
- Raffaele Cosimo de Girolami † (8 marzo 1728 - 23 settembre 1743 installato cardinale presbitero di San Marcello)
- Paul Alphéran de Bussan, O.S.Io.Hieros. † (19 settembre 1746 - 20 aprile 1757 deceduto)
- Vincenzo Maria de Francisco e Galletti, O.P. † (19 dicembre 1757 - 19 luglio 1769 deceduto)
- Bonaventura Prestandrea, O.F.M.Conv. † (18 dicembre 1769 - 21 dicembre 1777 deceduto)
- Bartolomeo Pacca † (26 settembre 1785 - 23 febbraio 1801 nominato cardinale presbitero di San Silvestro in Capite)
- Giovan Francesco Compagnoni Marefoschi † (29 aprile 1816 - 17 settembre 1820 deceduto)
- Giovanni Giacomo Sinibaldi † (13 agosto 1821 - 27 gennaio 1843 nominato patriarca titolare di Costantinopoli)
- Vincenzo Gioacchino Raffaele Luigi Pecci † (27 gennaio 1843 - 19 gennaio 1846 nominato arcivescovo, titolo personale, di Perugia, poi eletto papa con il nome di Leone XIII)
- Diego Planeta † (7 gennaio 1850 - 5 giugno 1858 deceduto)
- Luigi Oreglia di Santo Stefano † (4 maggio 1866 - 16 gennaio 1874 nominato cardinale presbitero di Sant'Anastasia)
- Eugène-Louis-Marie Lion, O.P. † (3 marzo 1874 - 8 agosto 1883 deceduto)
- Eugène Lachat, C.Pp.S. † (18 dicembre 1884[10] - 1º novembre 1886 deceduto)
- Ignazio Persico, O.F.M.Cap. † (14 marzo 1887 - 19 gennaio 1893 nominato cardinale presbitero di San Pietro in Vincoli)
- Andrea Aiuti † (12 giugno 1893 - 12 novembre 1903 nominato cardinale presbitero di San Girolamo dei Croati)
- Eduard Gaston Pöttickh von Pettenegg, O.T. † (14 novembre 1904 - 1º ottobre 1918 deceduto)
- Sebastião Leite de Vasconcellos † (15 dicembre 1919 - 29 gennaio 1923 deceduto)
- Luigi Pellizzo † (24 marzo 1923 - 14 agosto 1936 deceduto)
- Guglielmo Grassi † (13 gennaio 1937 - 14 settembre 1954 deceduto)
- Eugenio Beitia Aldazabal † (30 ottobre 1954 - 27 gennaio 1962 nominato vescovo di Santander)
- Marco Caliaro, C.S. † (10 febbraio 1962 - 23 maggio 1962 nominato vescovo di Sabina e Poggio Mirteto)
- Antonio Cece † (6 agosto 1962 - 31 marzo 1966 succeduto vescovo di Aversa)